# Irwin Gage
Pour les articles homonymes, voir Gage.
Irwin Gage, né le 4 septembre 1939 à Cleveland (Ohio) et mort le 12 avril 2018 à Zurich,, est un pianiste américain.
Il a consacré sa carrière à l'accompagnement, en concert et au disque, des plus grands chanteurs de lieder, parmi lesquels Brigitte Fassbaender, Lucia Popp, Jessye Norman, Christa Ludwig, Gundula Janowitz, Dietrich Fischer-Dieskau, René Kollo, Cheryl Studer…

## Biographie
Irwin Gage fait des études de littérature, de piano avec Eugene Brossart et de musicologie à Chicago et ensuite à l'Université Yale. Déjà attiré par le répertoire du Lied, il se rend à Vienne pour suivre les cours d'Erik Werba, mais travail également avec Kurt Schmidek, Hilde Langer-Rühl, Helene Berg et Klaus Vokurka.
En 1968, il organise et accompagne la saison de lieder à Vienne où participent les nombreux chanteurs qu'il accompagne. En 1973, il fait ses débuts en soliste sous la direction de Claudio Abbado avec la Philharmonie.
En tant qu’enseignant, il donne « des cours d'interprétation très recherchés » en Europe et plus particulièrement au conservatoire de Zurich, où il fonde, en 1988 une société des amoureux du lied, chargée d'organiser des récitals et d'assurer la pérennité du genre.
Il a accompagné Christa Ludwig, Arleen Auger, Brigitte Fassbaender, Jessye Norman, Lucia Popp, Elly Ameling, Gundula Janowitz (avec laquelle il a enregistré une large sélection de lieder de Schubert), Dietrich Fischer-Dieskau, Hermann Prey, Peter Schreier, Tom Krause et plus tard également avec Sibylla Rubens et Christine Schäfer. Il se produit avec ceux-ci dans les festivals, notamment Édimbourg, Spoleto, Montreux et Salzbourg.

## Article
- (de) « Eintauchen in die Welt der Romantik », dans Sabine Näher (dir.), Das Schubert-Lied und seine Interpreten, Stuttgart, J.B. Metzler, 1996 (ISBN 978-3-476-01329-3, OCLC 603490157, DOI 10.1007/978-3-476-03616-2_7), p. 75–86

## Discographie
Irwin Gage a enregistré avec les chanteurs cités pour divers labels : Arts, Atlantis, CBS, Decca/Argo, Deutsche Grammophon, EMI, Finlandia, Globe, Hänssler Classic, Hyperion, Jecklin Musikhaus, Nonesuch, Philips, RCA/BMG, Supraphon, Teldec/Telefunken... Certaines archives de concerts ont été publiées par Aura/Ermitage, BBC Music, Orfeo et Doremi.